# 馬林區

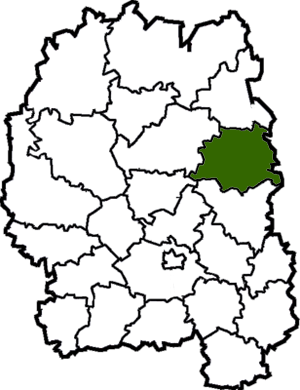
撤销前馬林區在日托米爾州的位置

馬林區（烏克蘭語：Малинський район）曾是烏克蘭日托米爾州的一個區，位於該國北部，行政中心設於馬林，面積1,406平方公里，2013年人口19,728，人口密度每平方公里14.0人。
该区在2020年7月18日的乌克兰行政区划改革中被撤销，改革后日托米爾州下分为4个区。馬林區合并至科羅斯滕區。